# Trait de Rhénanie
Le Trait de Rhénanie (allemand : Rheinisches Kaltblut) est une race de chevaux de trait et de chevaux lourds, originaire de Rhénanie-du-Nord-Westphalie en Allemagne. Jadis élevé pour le travail agricole, il l'est désormais également pour sa viande.

## Histoire
La race est connue sous de plusieurs noms, dont « Rhénan », « Rhénan sang-froid » (Rheinisches Kaltblut), « Rhénan-belge », « Rhénan-westphalien », « trait lourd du Rhin », « rhénan de trait lourd », et « trait westphalien ».
La race provient de divers croisements entre des chevaux de race Trait belge, Clydesdale, Shire, Percheron, Suffolk Punch et Boulonnais, avec une influence plus tardive du Brabançon et de l'Ardennais, dont l'apparence reste à ce jour dominante.
Le stud-book est ouvert en 1892. La race rencontre le succès durant la première moitié du XXe siècle, avec un effectif record de 25 000 chevaux enregistrés en 1946. Elle subit ensuite un long déclin, particulièrement dans les années 1970, en raison de la motorisation de l'agriculture et des transports. En 1975, il ne reste que 11 juments et deux étalons enregistrés dans le stud-book. En 1993, 557 sujets sont répertoriés au total.

## Description

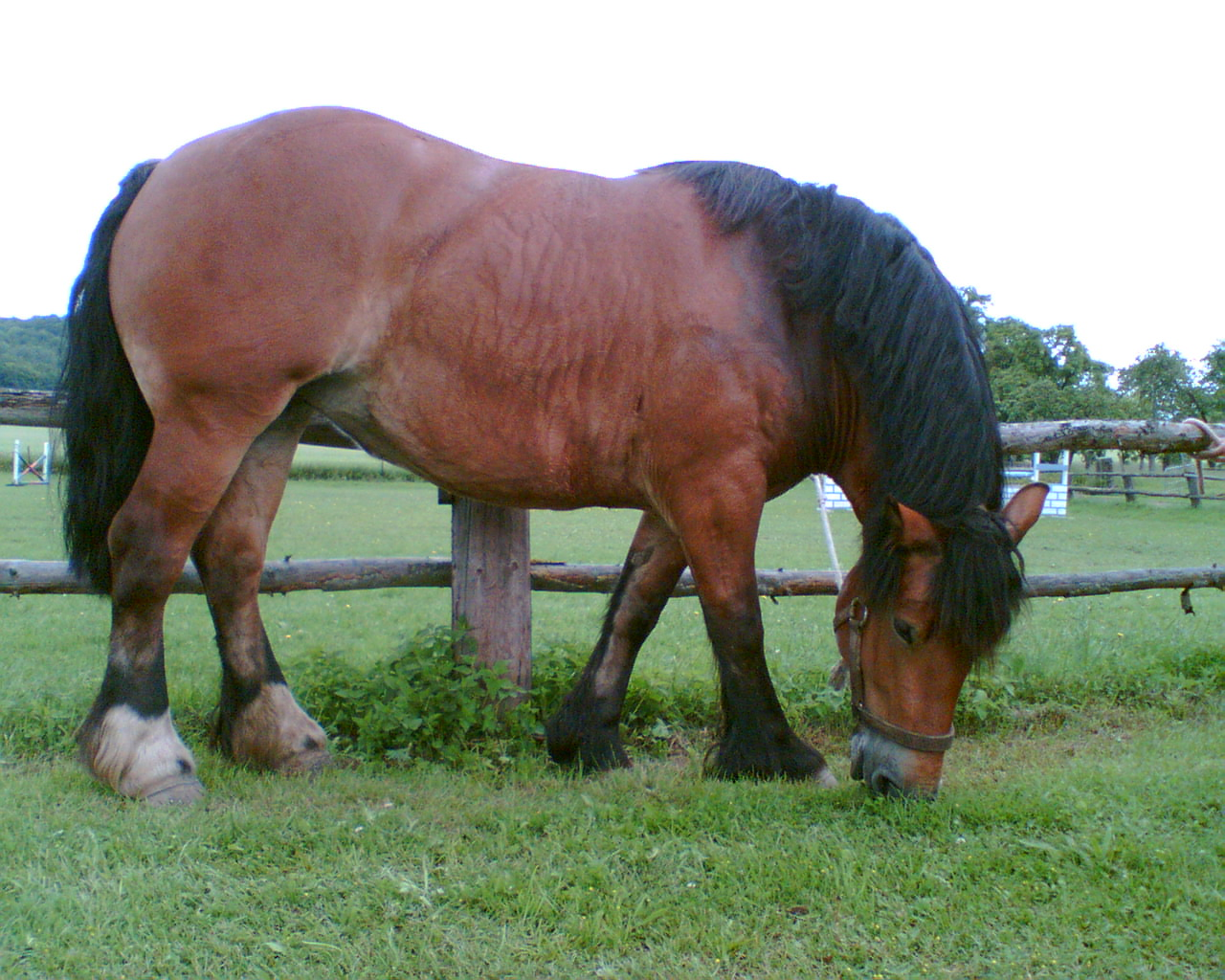
Trait de Rhénanie en pâture

### Taille et poids
Le guide Delachaux indique une taille moyenne de 1,58 m à 1,70 m, CAB International donnant une fourchette de 1,62 m à 1,72 m, tandis que la base de données DAD-IS fournit une moyenne générale de 1,65 m pour les deux sexes. Le poids est d'environ 1 000 kg, d'après CAB International ; le Guide Delachaux indique une fourchette de poids de 750 à 1 000 kg. le Guinness Book of Pet Records (Livre Guinness des records chez les animaux domestiques) le répertorie comme étant l'un des chevaux les plus grands et les plus lourds au monde.

### Morphologie
Le modèle du trait de Rhénanie est proche de celui du trait belge, avec un aspect massif, et exceptionnellement volumineux, inscrit dans un carré quoique près de terre. Il s'agit du type de chevaux de trait commun aux plaines de Belgique, de France et d'Allemagne, biotope propice au développement de chevaux massifs.
La tête est plutôt grande, dotée d'un profil rectiligne. L'encolure est courte, large et fortement musclée. Le poitrail est très large. Le dos est large et court. La croupe est musclée et large, légèrement inclinée. Le ventre est plutôt rond. Les membres sont terminés par des fanons abondants et de larges sabots. La crinière est double, le toupet est fourni.

### Robes
La robe est généralement baie, alezane ou rouanne. Les expressions du gène rouan incluent le rouan classique sur base baie avec des extrémités noires, et l'aubère, avec une possibilité de crins lavés,.

### Tempérament et entretien
C'est un cheval particulièrement puissant. Le caractère est réputé calme et volontaire. Ces chevaux sont par ailleurs matures rapidement. 

### Sélection et génétique
La race a fait l'objet d'une étude visant à déterminer la présence de la mutation du gène DMRT3 à l'origine des allures supplémentaire : l'étude de 4 sujets n'a pas permis de détecter la présence de cette mutation chez le trait de Rhénanie, et il ne semble pas exister de chevaux ambleurs parmi la race.  
Trois associations gèrent la race, la Deutsche Reiterliche Vereinigung e.V., la Westfälisches Pferdestammbuch, et la Rheinisches Pferdestammbuch e.V..

### Trait westphalien
Le trait westphalien est une lignée du trait de Rhénanie, issue du croisement de juments locales et d'étalons ardennais. Il est désormais rare.

## Utilisations
Il est doté d'une grande puissance de traction, et adapté à l'attelage. Il est également élevé pour sa viande.

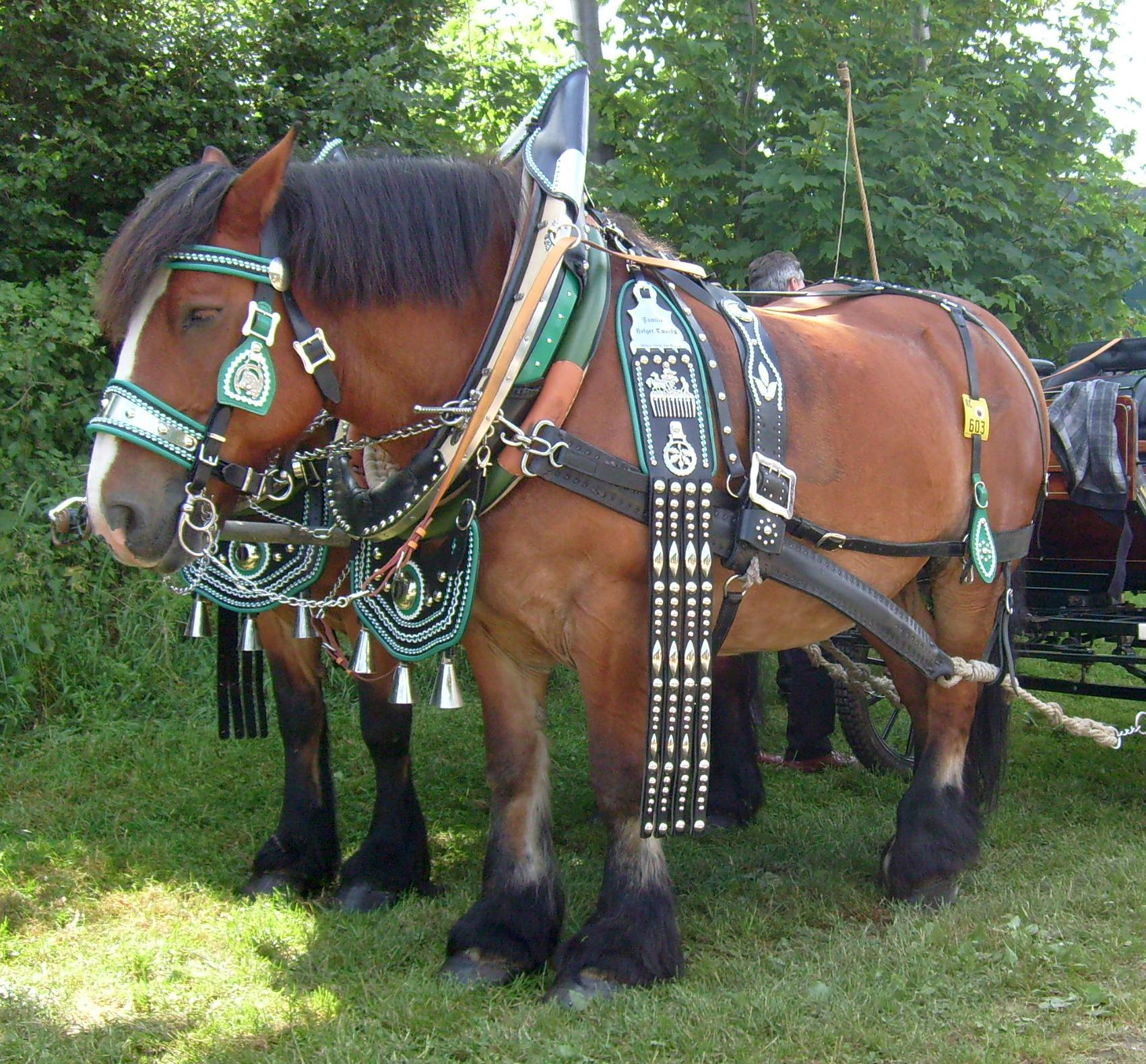
Traits de Rhénanie attelés en paire.
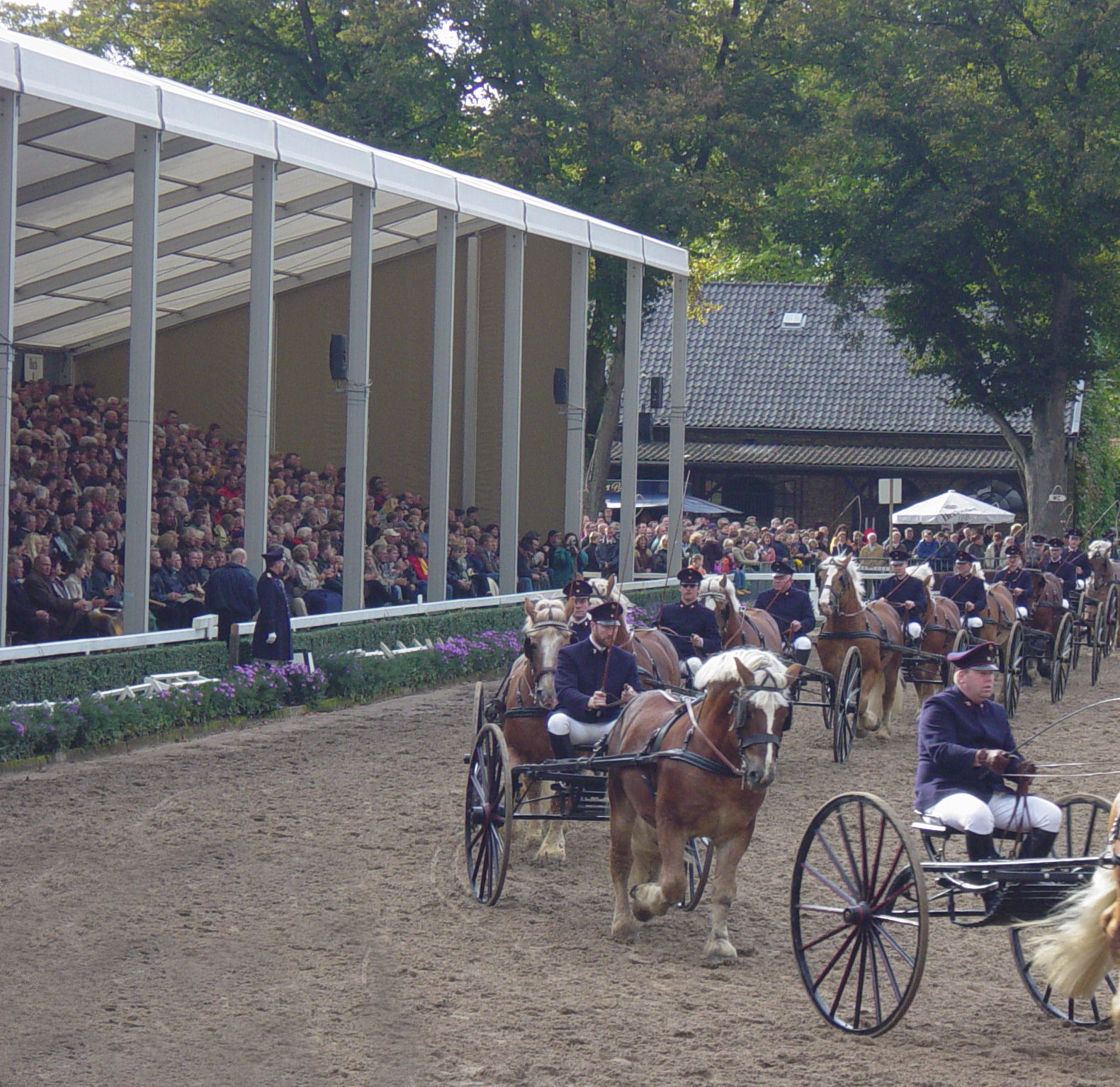
Traits de Rhénanie attelés en solo
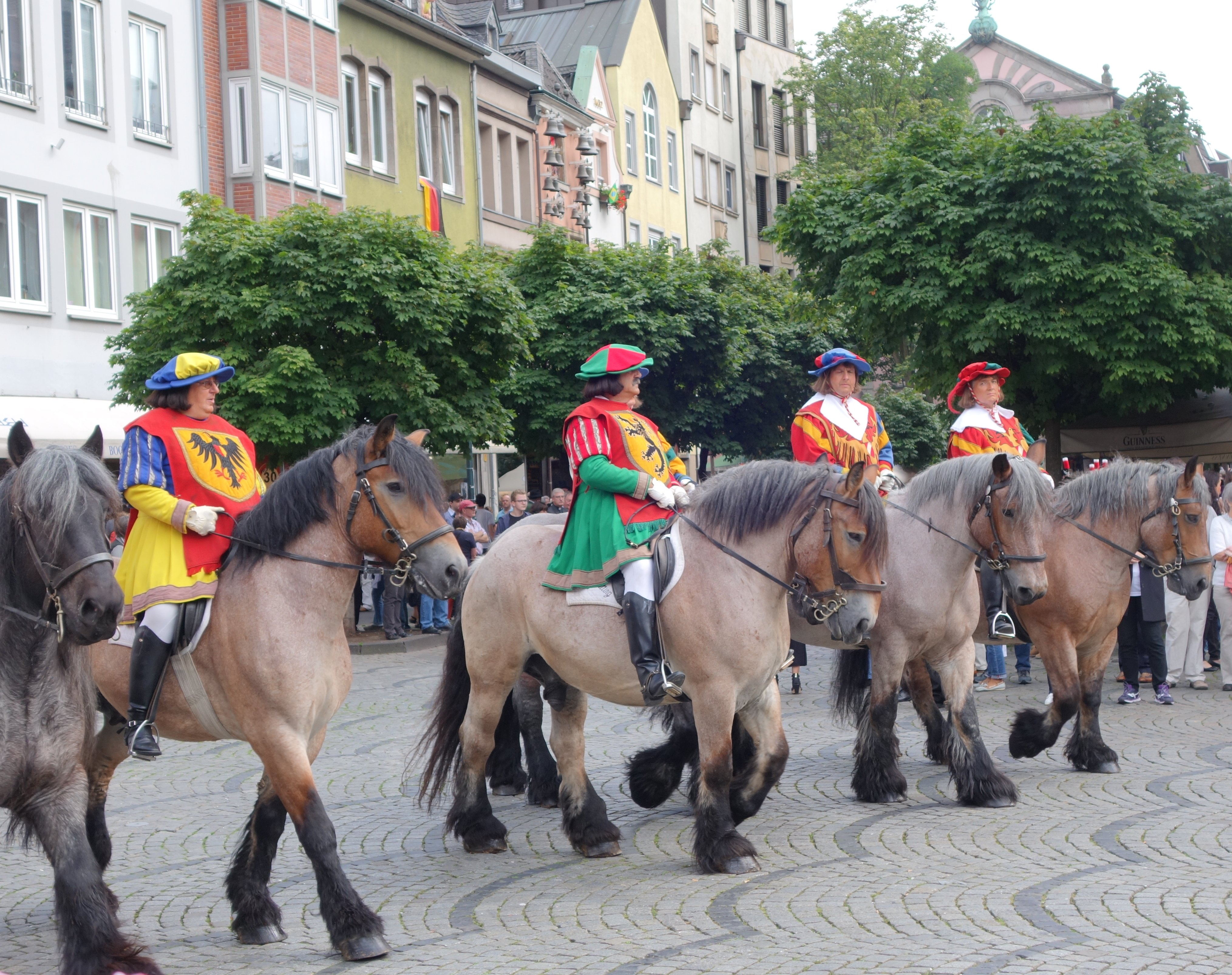
Traits de Rhénanie montés, à Düsseldorf

## Diffusion de l'élevage
C'est une race allemande native, indiquée comme rare sur DAD-IS (2018). L'étude menée par l'université d'Uppsala, publiée en août 2010 pour la FAO, le signale comme une race locale européenne qui n'est pas menacée d'extinction. Par ailleurs, l'ouvrage Equine Science (4e édition de 2012) le classe parmi les races de chevaux de trait peu connues au niveau international.
Les principaux effectifs se trouvent en Rhénanie-du-Nord-Westphalie, mais la race est présente dans toute l'Allemagne. Il est menacé d'extinction, d'après CAB International, et est listé sur les programmes de protection en Allemagne. En 2016, les effectifs de la race sont de 1 271 sujets dans ce pays. Le Trait de Rhénanie est par ailleurs éligible aux aides financières accordées en Allemagne pour la préservation des races menacées (2015).
Une association de race est active en Amérique du Nord, la Rheinland Pfalz-Saar International.